# Saison 2003-2004 de l'Olympique de Marseille
Maillots
Chronologie
Saison précédente Saison suivante
L'Olympique de Marseille s'aligne pour la saison 2003-2004 en Ligue 1 Orange, en Coupe de France, en Coupe de la Ligue ainsi qu'en Ligue des champions de l'UEFA puis en Coupe UEFA.

## Préparation d'avant-saison
L'Olympique de Marseille reprend l'entraînement début juillet 2003 avec Alain Perrin en tant qu'entraîneur principal.
Le groupe faisant les matchs de préparation est le suivant :
- Gardiens : Runje, Carrasso, J. Gavanon
- Défenseurs : Meité, Van Buyten, Christanval, Laurenti, Tuzzio, Borios
- Milieux : Celestini, Hemdani, Olembé, Johansen, Vachousek, Reina, B. Gavanon, Swierczewski, Totoroata
- Attaquants : Drogba, Chapuis, Sakho, Bakayoko, Sytchev, Fernandao, G. Deschamps, Dahou

## Faits marquants de la saison
À l'été 2003, l'Olympique de Marseille enregistre les arrivées d'Habib Beye, Philippe Christanval, Mido ou encore Didier Drogba. Néanmoins, la seconde saison de Perrin se traduit par un total de treize défaites sur vingt-neuf matchs toutes compétitions confondues. L'OM fait alors appel à José Anigo au poste d'entraîneur de l'équipe première consécutivement à la démission de Perrin en janvier 2004. L'état-major marseillais décide de renforcer l'effectif marseillais en enrôlant Fabien Barthez et Laurent Batlles au mercato hivernal. Après de nombreuses hésitations, l'ancien journaliste à La Marseillaise puis agent de joueur, Pape Diouf, finit par accepter en mai 2004 le poste de directeur sportif que lui propose Christophe Bouchet. En championnat, le club termine à la septième place de la Ligue 1. 
L'OM commence sa campagne européenne, en août 2003, contre l'Austria Vienne, en tour préliminaire de la Ligue des champions de l'UEFA. À la suite de sa qualification pour la phase de poule, l'OM termine 3e du groupe F, composé du Real Madrid, du FC Porto et du Partizan Belgrade.
Sur la scène européenne, les Marseillais terminent troisième de leur groupe de Ligue des champions derrière le Real Madrid et le FC Porto, futur vainqueur de la compétition. L'OM, reversé en Coupe UEFA, parvient en finale de la compétition après avoir éliminé l'Inter Milan, Liverpool FC et Newcastle United. Toutefois, l'Olympique de Marseille échoue une seconde fois en finale de la Coupe UEFA à Göteborg face aux Espagnols du FC Valence (2-0). Parmi les supporters espagnols ayant fait le déplacement à Göteborg figure le jeune Pablo Longoria, alors âgé de 17 ans, qui deviendra président de l'Olympique de Marseille 17 ans plus tard.
Le record d'affluence du Stade Vélodrome est battu le 6 mai 2004 avec la réception de Newcastle en 1/2 finale retour de la coupe UEFA. 58 897 spectateurs assistent au match.
Au niveau national, avec la passion et l'envie que procure cette épopée européenne, les joueurs "abandonne" peu à peu le championnat, pour finir à la 7e place. Le club ne brille pas dans les coupes nationales à cause d'éliminations précoces en Coupe de France et en Coupe de la Ligue.

### Joueurs notables
On compte dans l'effectif de nombreux internationaux, dont :
- Fabien Barthez, international français, vainqueur de la Coupe du monde de football de 1998, vainqueur de l'Euro 2000, vainqueur de la Coupe des confédérations 2003 et futur finaliste de la Coupe du monde de football de 2006
- Steve Marlet, international français, vainqueur de la Coupe des confédérations 2001 et vainqueur de la Coupe des confédérations 2003.
- Habib Beye, international sénégalais, finaliste de la CAN 2002 et quart de finaliste de la Coupe du monde de football de 2002.
- Sylvain N'Diaye, international sénégalais, quart de finaliste de la Coupe du monde de football de 2002.
- Didier Drogba, international ivoirien, futur finaliste de la CAN 2006.
- Abdoulaye Meïté, international ivoirien, futur finaliste de la CAN 2006.

## Systèmes de jeu
| \| Runje Beye Meïté Van Buyten Ecker S. N'Diaye Hemdani Johansen Vachoušek Mido Drogba Entr. : A. Perrin \| Premier système de jeu utilisé · (4-4-2) |
| Runje Beye Meïté Van Buyten Ecker S. N'Diaye Hemdani Johansen Vachoušek Mido Drogba Entr. : A. Perrin                                                |

| Runje Beye Meïté Van Buyten Ecker S. N'Diaye Hemdani Johansen Vachoušek Mido Drogba Entr. : A. Perrin |

| \| Barthez Ferreira Beye Meïté Hemdani Dos Santos Flamini S. N'Diaye Marlet Meriem Drogba Entr. : Anigo \| Deuxième système de jeu utilisé · (5-2-3) |
| Barthez Ferreira Beye Meïté Hemdani Dos Santos Flamini S. N'Diaye Marlet Meriem Drogba Entr. : Anigo                                                 |

| Barthez Ferreira Beye Meïté Hemdani Dos Santos Flamini S. N'Diaye Marlet Meriem Drogba Entr. : Anigo |

## Les rencontres de la saison

### Ligue 1 Orange
| Journée | Date                       | Horaire | Adversaire               | Lieu                                    | Score | Buteurs de l'OM                                   | Class. | Ecart de points avec le leader / 2e | Public |
| ------- | -------------------------- | ------- | ------------------------ | --------------------------------------- | ----- | ------------------------------------------------- | ------ | ----------------------------------- | ------ |
| 1       | Samedi 2 août 2003         | 20 H    | EA Guingamp              | Stade de Roudourou                      | 0 - 1 | Bakayoko 90e+1                                    | 5e     | - 0                                 | 18 040 |
| 2       | Vendredi 8 août 2003       | 20 H 45 | AJ Auxerre               | Stade Vélodrome                         | 1 - 0 | Mido 58e                                          | 2e     | - 0                                 | 55 840 |
| 3       | Dimanche 17 août 2003      | 20 H 45 | RC Lens                  | Stade Félix Bollaert                    | 2 - 1 | Drogba 10e                                        | 6e     | - 3                                 | 40 445 |
| 4       | Samedi 23 août 2003        | 20 H    | FC Sochaux-Montbéliard   | Stade Vélodrome                         | 2 - 0 | Drogba 33e, Hemdani 83e (pen.)                    | 4e     | - 1                                 | 55 782 |
| 5       | Dimanche 31 août 2003      | 20 H 45 | AC Ajaccio               | Stade François-Coty                     | 0 - 1 | Meriem 64e                                        | 2e     | - 0                                 | 8 204  |
| 6       | Samedi 13 septembre 2003   | 20 H    | Le Mans UC 72            | Stade Vélodrome                         | 5 - 0 | Drogba 13e, Marlet 24e, Mido 54e 85e, Sytchev 67e | 1er    | + 2                                 | 51 975 |
| 7       | Dimanche 21 septembre 2003 | 20 H 45 | FC Nantes Atlantique     | Stade de la Beaujoire - Louis Fonteneau | 1 - 0 | -                                                 | 2e     | - 1                                 | 35 862 |
| 8       | Samedi 27 septembre 2003   | 20 H    | OGC Nice                 | Stade Vélodrome                         | 2 - 1 | Drogba 59e 90e (pen.)                             | 2e     | - 1                                 | 54 380 |
| 9       | Dimanche 5 octobre 2003    | 20 H 45 | SC Bastia                | Stade Vélodrome                         | 3 - 1 | Drogba 14e, Marlet 18e, Skacel 66e                | 2e     | - 1                                 | 50 148 |
| 10      | Vendredi 17 octobre 2003   | 21 H    | RC Strasbourg            | Stade de la Meinau                      | 4 - 1 | Marlet 32e                                        | 2e     | - 2                                 | 26 943 |
| J11     | Samedi 25 octobre 2003     | 20 H    | Stade Rennais FC         | Stade Vélodrome                         | 2 - 0 | Van Buyten 44e, Drogba 75e                        | 2e     | - 0                                 | 52 112 |
| J12     | Samedi 1er novembre 2003   | 20 H    | FC Girondins de Bordeaux | Stade Chaban-Delmas                     | 1 - 0 | -                                                 | 3e     | - 3                                 | 32 507 |
| J13     | Dimanche 9 novembre 2003   | 21 H    | Olympique Lyonnais       | Stade Vélodrome                         | 1 - 4 | Van Buyten 19e                                    | 3e     | - 6                                 | 56 207 |
| J14     | Samedi 22 novembre 2003    | 20 H    | Lille OSC Métropole      | Stade Grimonprez-Jooris                 | 0 - 2 | Drogba 21e, Mido 47e                              | 3e     | - 6                                 | 20 480 |
| J15     | Dimanche 30 novembre 2003  | 20 H 45 | Paris Saint-Germain FC   | Stade Vélodrome                         | 0 - 1 | -                                                 | 3e     | - 9                                 | 55 493 |
| J17     | Vendredi 5 décembre 2003   | 21 H    | AS Monaco FC             | Stade Vélodrome                         | 1 - 2 | Mido 43e                                          | 6e     | - 12                                | 52 265 |
| J19     | Samedi 20 décembre 2003    | 17 H 15 | Toulouse FC              | Stade Vélodrome                         | 1 - 0 | Drogba 63e                                        | 5e     | - 9                                 | 50 838 |
| J20     | Samedi 10 janvier 2004     | 20 H    | AJ Auxerre               | Stade de l'Abbé-Deschamps               | 2 - 0 | -                                                 | 6e     | - 12                                | 21 112 |
| J21     | Dimanche 18 janvier 2004   | 20 H 45 | RC Lens                  | Stade Vélodrome                         | 3 - 2 | Drogba 10e 49e, Sytchev 87e                       | 6e     | - 10                                | 48 638 |
| J16     | Mardi 27 janvier 2004      | 20 H 45 | FC Metz                  | Stade Saint-Symphorien                  | 1 - 1 | Drogba 77e                                        | 5e     | - 9                                 | 25 808 |
| J22     | Samedi 31 janvier 2004     | 20 H    | FC Sochaux-Montbéliard   | Stade Auguste-Bonal                     | 2 - 1 | Drogba 6e                                         | 6e     | - 11                                | 19 754 |
| J18     | Mercredi 4 février 2004    | 19 H    | Montpellier SHC          | Stade de la Mosson - Mondial 98         | 0 - 1 | Drogba 65e                                        | 6e     | - 12                                | 21 085 |
| J23     | Samedi 7 février 2004      | 17 H 15 | AC Ajaccio               | Stade Vélodrome                         | 2 - 1 | Mido 11e, Marlet 90e                              | 6e     | - 11                                | 48 698 |
| J24     | Samedi 14 février 2004     | 20 H    | Le Mans UC 72            | Stade Léon-Bollée                       | 0 - 0 | -                                                 | 6e     | - 10                                | 16 312 |
| J25     | Dimanche 22 février 2004   | 20 H 45 | FC Nantes Atlantique     | Stade Vélodrome                         | 1 - 1 | Drogba 29e                                        | 6e     | - 12                                | 49 637 |
| J26     | Dimanche 29 février 2004   | 18 H    | OGC Nice                 | Stade Léo-Lagrange                      | 0 - 0 | -                                                 | 6e     | - 12                                | 15 686 |
| J27     | Dimanche 7 mars 2004       | 20 H 45 | SC Bastia                | Stade Armand-Cesari                     | 4 - 1 | Drogba 78e (pen.)                                 | 6e     | - 15                                | 6 803  |
| J28     | Dimanche14 mars 2004       | 18 H    | RC Strasbourg            | Stade Vélodrome                         | 4 - 0 | Drogba 19e (pen.), Marlet 38e, Ferreira 47e 90e   | 6e     | - 13                                | 47 893 |
| J29     | Dimanche 21 mars 2004      | 20 H 45 | Stade Rennais FC         | Stade de la route de Lorient            | 4 - 3 | Batlles 30e, Drogba 45e, Mido 71e                 | 6e     | - 14                                | 18 241 |
| J30     | Dimanche 28 mars 2004      | 18 H 30 | FC Girondins de Bordeaux | Stade Vélodrome                         | 1 - 1 | Meriem 51e                                        | 6e     | - 16                                | 51 573 |
| J31     | Samedi 3 avril 2004        | 17 H 15 | Olympique Lyonnais       | Stade de Gerland                        | 1 - 2 | Drogba 4e, Meriem 84e                             | 6e     | - 14                                | 38 602 |
| J32     | Dimanche 18 avril 2004     | 18 H    | Lille OSC Métropole      | Stade Vélodrome                         | 2 - 1 | Marlet 44e, Batlles 79e                           | 6e     | - 13                                | 50 832 |
| J33     | Dimanche 25 avril 2004     | 18 H 15 | Paris Saint-Germain FC   | Parc des Princes                        | 2 - 1 | Batlles 88e                                       | 6e     | - 16                                | 41 978 |
| J34     | Samedi 1er mai 2004        | 17 H 15 | FC Metz                  | Stade Vélodrome                         | 0 - 1 | -                                                 | 7e     | - 17                                | 52 128 |
| J35     | Dimanche 9 mai 2004        | 20 H 45 | AS Monaco FC             | Stade Louis-II                          | 1 - 0 | -                                                 | 7e     | - 20                                | 16 560 |
| J36     | Mercredi 12 mai 2004       | 20 H 30 | Montpellier SHC          | Stade Vélodrome                         | 1 - 1 | Marlet 30e                                        | 7e     | - 22                                | 48 709 |
| J37     | Samedi 15 mai 2004         | 20 H    | Toulouse FC              | Stadium de Toulouse                     | 2 - 1 | Dao 4e (csc)                                      | 7e     | - 22                                | 35 005 |
| J38     | Dimanche 23 mai 2004       | 20 H    | EA Guingamp              | Stade Vélodrome                         | 2 - 1 | Marlet 14e 43e                                    | 7e     | - 22                                | 50 968 |

### Coupe de la Ligue
| Date                      | Tour  | Adversaire             | Lieu                | Score | Buteurs de l'OM           | Public |
| ------------------------- | ----- | ---------------------- | ------------------- | ----- | ------------------------- | ------ |
| Mercredi 29 octobre 2003  | 1/16e | AS Monaco FC           | Stade Vélodrome     | 2 - 0 | Fernandao 29e, Drogba 32e | 40 500 |
| Mercredi 17 décembre 2003 | 1/8e  | FC Sochaux-Montbéliard | Stade Auguste-Bonal | 1 - 0 | -                         | 19 510 |

### Coupe de France
| Date                   | Tour  | Adversaire             | Lieu            | Score                | Buteurs de l'OM | Public |
| ---------------------- | ----- | ---------------------- | --------------- | -------------------- | --------------- | ------ |
| Samedi 3 janvier 2004  | 1/32e | RC Strasbourg          | Stade Vélodrome | 1 - 1 (4 t.a.b. à 3) | Ecker 36e       | 30 000 |
| Samedi 24 janvier 2004 | 1/16e | Paris Saint-Germain FC | Stade Vélodrome | 1 - 2 (a.p.)         | Drogba 35e      | 57 500 |

### Ligue des champions
| Date                      | Tour                              | Adversaire           | Lieu                    | Score | Buteurs de l'OM            | Class. | Public |
| ------------------------- | --------------------------------- | -------------------- | ----------------------- | ----- | -------------------------- | ------ | ------ |
| 13 août 2003              | 3e tour de qualification – aller  | FK Austria Vienne    | Stade Franz-Horr        | 0 - 1 | Sytchev 4e                 | -      | 28 300 |
| 27 août 2003              | 3e tour de qualification – retour | FK Austria Vienne    | Stade Vélodrome         | 0 - 0 | -                          | -      | 52 000 |
| Mardi 16 septembre 2003   | Phase de groupes – 1re journée    | Real Madrid CF       | Stade Santiago-Bernabéu | 4 - 2 | Drogba 26e, Van Buyten 83e | 4e     | 65 000 |
| Mercredi 1er octobre 2003 | Phase de groupes – 2e journée     | FK Partizan Belgrade | Stade Vélodrome         | 3 - 0 | Drogba 62e 68e 85e         | 3e     | 58 000 |
| Mercredi 22 octobre 2003  | Phase de groupes – 3e journée     | FC Porto             | Stade Vélodrome         | 2 - 3 | Drogba 24e, Marlet 84e     | 3e     | 57 000 |
| Mardi 4 novembre 2003     | Phase de groupes – 4e journée     | FC Porto             | Stade des Antas         | 1 - 0 | -                          | 3e     | 33 215 |
| Mercredi 26 novembre 2003 | Phase de groupes – 5e journée     | Real Madrid CF       | Stade Vélodrome         | 1 - 2 | Mido 63e                   | 3e     | 57 000 |
| Mardi 9 décembre 2003     | Phase de groupes – 6e journée     | FK Partizan Belgrade | Stade du Partizan       | 1 - 1 | Mido 61e                   | 3e     | 33 000 |

### Coupe UEFA
| Tour         | Date                   | Adversaire       | Lieu                   | Score | Buteurs de l'OM              | Public                                       |
| ------------ | ---------------------- | ---------------- | ---------------------- | ----- | ---------------------------- | -------------------------------------------- |
| 1/16e aller  | Jeudi 26 février 2004  | FK Dnipro        | Stade Vélodrome        | 1 - 0 | Drogba 54e (pen.)            | 20 000                                       |
| 1/16e retour | Mercredi 3 mars 2004   | FK Dnipro        | Stade Meteor           | 0 - 0 | -                            | 25 000                                       |
| 1/8e aller   | Jeudi 11 mars 2004     | Liverpool FC     | Anfield                | 1 - 1 | Drogba 79e                   | 41 270                                       |
| 1/8e retour  | Jeudi 25 mars 2004     | Liverpool FC     | Stade Vélodrome        | 2 - 1 | Drogba 38e (pen.), Meïté 58e | 56 000                                       |
| 1/4 aller    | Jeudi 8 avril 2004     | Inter Milan      | Stade Vélodrome        | 1 - 0 | Drogba 46e                   | 57 000                                       |
| 1/4 retour   | Mercredi 14 avril 2004 | Inter Milan      | Stade Giuseppe-Meazza  | 0 - 1 | Meriem 74e                   | 36 044                                       |
| 1/2 aller    | Jeudi 22 avril 2004    | Newcastle United | St James' Park         | 0 - 0 | -                            | 52 004                                       |
| 1/2 retour   | Jeudi 6 mai 2004       | Newcastle United | Stade Vélodrome        | 2 - 0 | Drogba 18e 82e               | 58 897 record d'affluence du Stade Vélodrome |
| Finale       | Mercredi 19 mai 2004   | Valence FC       | Nya Ullevi, à Göteborg | 0 - 2 | -                            | 43 000                                       |

| ·              |                     |     |
| Titulaires :   |                     |     |
|                |                     |     |
| 1              | Santiago Cañizares  |     |
| 23             | Curro Torres        |     |
| 4              | Roberto Ayala       |     |
| 5              | Carlos Marchena     | 86e |
| 15             | Amedeo Carboni      |     |
| 19             | Rufete              | 64e |
| 6              | David Albelda       |     |
| 8              | Rubén Baraja        |     |
| 14             | Vicente             |     |
| 20             | Mista               |     |
| 10             | Miguel Ángel Angulo | 82e |
|                |                     |     |
| Remplaçants :  |                     |     |
| 35             | David Rangel        |     |
| 2              | Mauricio Pellegrino | 86e |
| 12             | Javier Garrido      |     |
| 21             | Pablo Aimar         | 64e |
| 25             | Mohamed Sissoko     | 82e |
| 11             | Juan Sánchez        |     |
| 24             | Xisco               |     |
|                |                     |     |
| Entraîneur :   |                     |     |
| Rafael Benítez |                     |     |

| ·             |                      |     |
| Titulaires :  |                      |     |
|               |                      |     |
| 28            | Fabien Barthez       |     |
| 23            | Habib Beye           |     |
| 12            | Abdoulaye Meïté      |     |
| 2             | Demetrius Ferreira   |     |
| 3             | Manuel Dos Santos    |     |
| 32            | Mathieu Flamini      | 71e |
| 6             | Brahim Hemdani       |     |
| 7             | Sylvain N'Diaye      | 84e |
| 18            | Camel Meriem         | 45e |
| 11            | Didier Drogba        |     |
| 20            | Steve Marlet         |     |
|               |                      |     |
| Remplaçants : |                      |     |
| 30            | Jérémy Gavanon       | 45e |
| 5             | Philippe Christanval |     |
| 21            | Johnny Ecker         |     |
| 26            | Laurent Batlles      | 71e |
| 29            | Fabio Celestini      | 84e |
| 33            | Nicolas Cicut        |     |
| 14            | Štěpán Vachoušek     |     |
|               |                      |     |
| Entraîneur :  |                      |     |
| José Anigo    |                      |     |

| ·              |                     |     |
| Titulaires :   |                     |     |
|                |                     |     |
| 1              | Santiago Cañizares  |     |
| 23             | Curro Torres        |     |
| 4              | Roberto Ayala       |     |
| 5              | Carlos Marchena     | 86e |
| 15             | Amedeo Carboni      |     |
| 19             | Rufete              | 64e |
| 6              | David Albelda       |     |
| 8              | Rubén Baraja        |     |
| 14             | Vicente             |     |
| 20             | Mista               |     |
| 10             | Miguel Ángel Angulo | 82e |
|                |                     |     |
| Remplaçants :  |                     |     |
| 35             | David Rangel        |     |
| 2              | Mauricio Pellegrino | 86e |
| 12             | Javier Garrido      |     |
| 21             | Pablo Aimar         | 64e |
| 25             | Mohamed Sissoko     | 82e |
| 11             | Juan Sánchez        |     |
| 24             | Xisco               |     |
|                |                     |     |
| Entraîneur :   |                     |     |
| Rafael Benítez |                     |     |

| ·             |                      |     |
| Titulaires :  |                      |     |
|               |                      |     |
| 28            | Fabien Barthez       |     |
| 23            | Habib Beye           |     |
| 12            | Abdoulaye Meïté      |     |
| 2             | Demetrius Ferreira   |     |
| 3             | Manuel Dos Santos    |     |
| 32            | Mathieu Flamini      | 71e |
| 6             | Brahim Hemdani       |     |
| 7             | Sylvain N'Diaye      | 84e |
| 18            | Camel Meriem         | 45e |
| 11            | Didier Drogba        |     |
| 20            | Steve Marlet         |     |
|               |                      |     |
| Remplaçants : |                      |     |
| 30            | Jérémy Gavanon       | 45e |
| 5             | Philippe Christanval |     |
| 21            | Johnny Ecker         |     |
| 26            | Laurent Batlles      | 71e |
| 29            | Fabio Celestini      | 84e |
| 33            | Nicolas Cicut        |     |
| 14            | Štěpán Vachoušek     |     |
|               |                      |     |
| Entraîneur :  |                      |     |
| José Anigo    |                      |     |

Roberto Ayala est désigné comme homme du match pour la finale.

## Aspects juridiques et économiques

### Aspects juridiques

#### Organigramme
Le tableau ci-dessous présente l'organigramme de l'Olympique de Marseille pour la saison 2004-2005.
| Fonction                                       | Nom                |
| ---------------------------------------------- | ------------------ |
| Président du conseil de surveillance           | Mehdi El Glaoui    |
| Président du directoire                        | Christophe Bouchet |
| Manager général                                | Pape Diouf         |
| Manager délégué                                | Philippe Piola     |
| Directeur général                              | Vivian Corzani     |
| Directeur administratif                        | Laurent Malfettes  |
| Directeur administratif du centre de formation | Julien Fournier    |

| Fonction                           | Nom                  |
| ---------------------------------- | -------------------- |
| Directeur financier                | Philippe Meurice     |
| Directeur de la communication      | Laurent Carenzo      |
| Secrétaire général                 | Cédric Dufoix        |
| Responsable du recrutement         | Etienne Mendy        |
| Adjoint responsable du recrutement | Christian Larièpe    |
| Coordinateur sportif               | Louis Vassallucci    |
| Directeur de la sécurité           | Guy Cazadamont       |
| Président de l'association OM      | Jean-Pierre Foucault |
| Vice-président de l'association OM | Robert Nazarétian    |

## Statistiques

### Statistiques collectives
| Compétition         | Débute au tour           | Place ou tour final | Première rencontre | Dernière rencontre | Nombre de matchs |
| Ligue 1             | -                        | 7e                  | 2 août 2003        | 23 mai 2004        | 38               |
| Ligue des champions | 3e tour de qualification | Phase de groupes    | 13 août 2003       | 9 décembre 2003    | 8                |
| Coupe UEFA          | 1/16 de finale           | Finaliste           | 26 février 2004    | 19 mai 2004        | 9                |
| Coupe de la Ligue   | 1/16 de finale           | 1/8 de finale       | 29 octobre 2003    | 17 décembre 2003   | 2                |
| Coupe de France     | 1/32 de finale           | 1/16 de finale      | 8 janvier 2004     | 1er février 2004   | 2                |

#### En Ligue 1 Orange
- Meilleur classement de la saison : 1er (J6)
- Pire classement de la saison : 7e (J34 à J38)
- Plus grand écart de points avec le 2e : + 2 (J6)
- Plus grand écart de points avec le leader : - 22 (J35 à 38)
- Plus grande série de victoires : 3 (J4 à 6)
- Plus grande série de matchs nuls : 3 (J24 à 26)
- Plus grande série de défaites : 3 (J33 à 35)
- Plus grande série de matchs sans défaite : 5 (J23 à 26 + J18)
- Plus grande série de matchs sans victoire : 5 (J33 à 37)
- Plus large victoire : 5-0 (contre Le Mans)
- Plus larges défaites : 1-4 (contre Lyon), 4-1 (contre Strasbourg et Bastia)
- Plus grande série de matchs en marquant au moins un but : 7 (J27 à 33)
- Plus grande série de matchs sans marquer de but : 2 (J34-35)
- Rencontre avec le plus de buts marqués par l'OM : 5 (victoire 5-0 contre Le Mans)
- Rencontre avec le plus de buts encaissés par l'OM : 4 (défaites 1-4 contre Lyon, 4-1 contre Strasbourg et Bastia, 4-3 contre Rennes)
- Rencontre la plus prolifique en buts : 7 (défaite 4-3 contre Rennes)
- Rencontre la moins prolifique en but : 0 (contre Le Mans et Nice)

### Statistiques buteurs
| Place   | Nom                  | Championnat de L1 | Coupe de France | Coupe de la Ligue | Ligue des champions | Coupe UEFA | TOTAL des BUTS |
| 1       | Didier Drogba        | 19 buts           | 1 but           | 1 but             | 5 buts              | 6 buts     | 32 buts        |
| 2       | Steve Marlet         | 9 buts            | -               | -                 | 1 but               | -          | 10 buts        |
| 3       | Mido                 | 7 buts            | -               | -                 | 2 buts              | -          | 9 buts         |
| 4       | Camel Meriem         | 3 buts            | -               | -                 | -                   | 1 but      | 4 buts         |
| 5       | Laurent Batlles      | 3 buts            | -               | -                 | -                   | -          | 3 buts         |
| 5       | Dmitri Sytchev       | 2 buts            | -               | -                 | 1 but               | -          | 3 buts         |
| 5       | Daniel Van Buyten    | 2 buts            | -               | -                 | 1 but               | -          | 3 buts         |
| 8       | Demetrius Ferreira   | 2 buts            | -               | -                 | -                   | -          | 2 buts         |
| 9       | Ibrahima Bakayoko    | 1 but             | -               | -                 | -                   | -          | 1 but          |
| 9       | Brahim Hemdani       | 1 but             | -               | -                 | -                   | -          | 1 but          |
| 9       | Rudolf Skacel        | 1 but             | -               | -                 | -                   | -          | 1 but          |
| 9       | Johnny Ecker         | -                 | 1 but           | -                 | -                   | -          | 1 but          |
| 9       | Fernandao            | -                 | -               | 1 but             | -                   | -          | 1 but          |
| 9       | Abdoulaye Meïté      | -                 | -               | -                 | -                   | 1 but      | 1 but          |
| #       | contre son camp      | 1 but             | -               | -                 | -                   | -          | 1 but          |
| Détails | 14 buteurs Olympiens | 51 buts           | 2 buts          | 2 buts            | 10 buts             | 8 buts     | 73 BUTS        |

## Galerie d'images

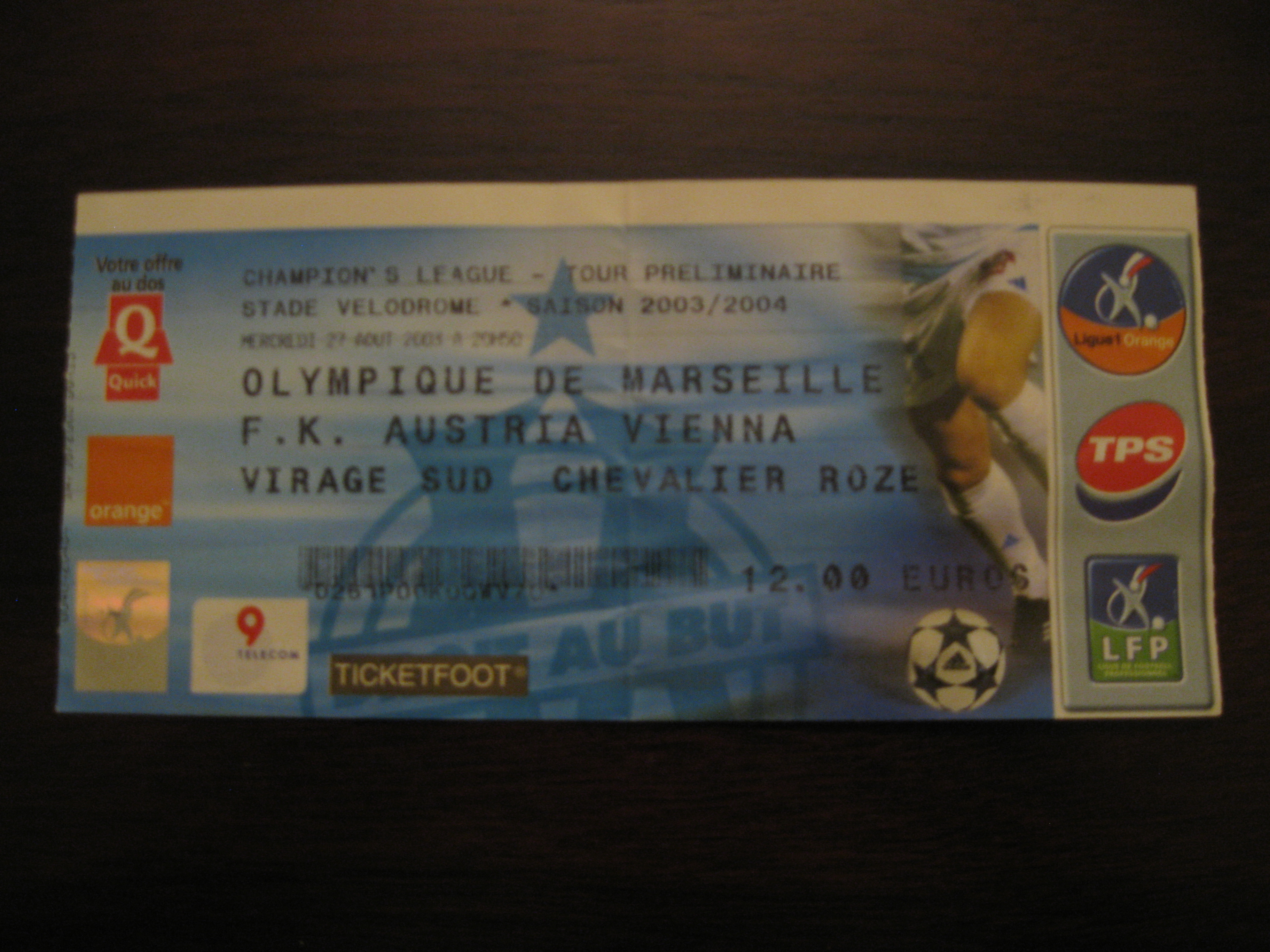
Ticket OM - Austria de Vienne (C1).
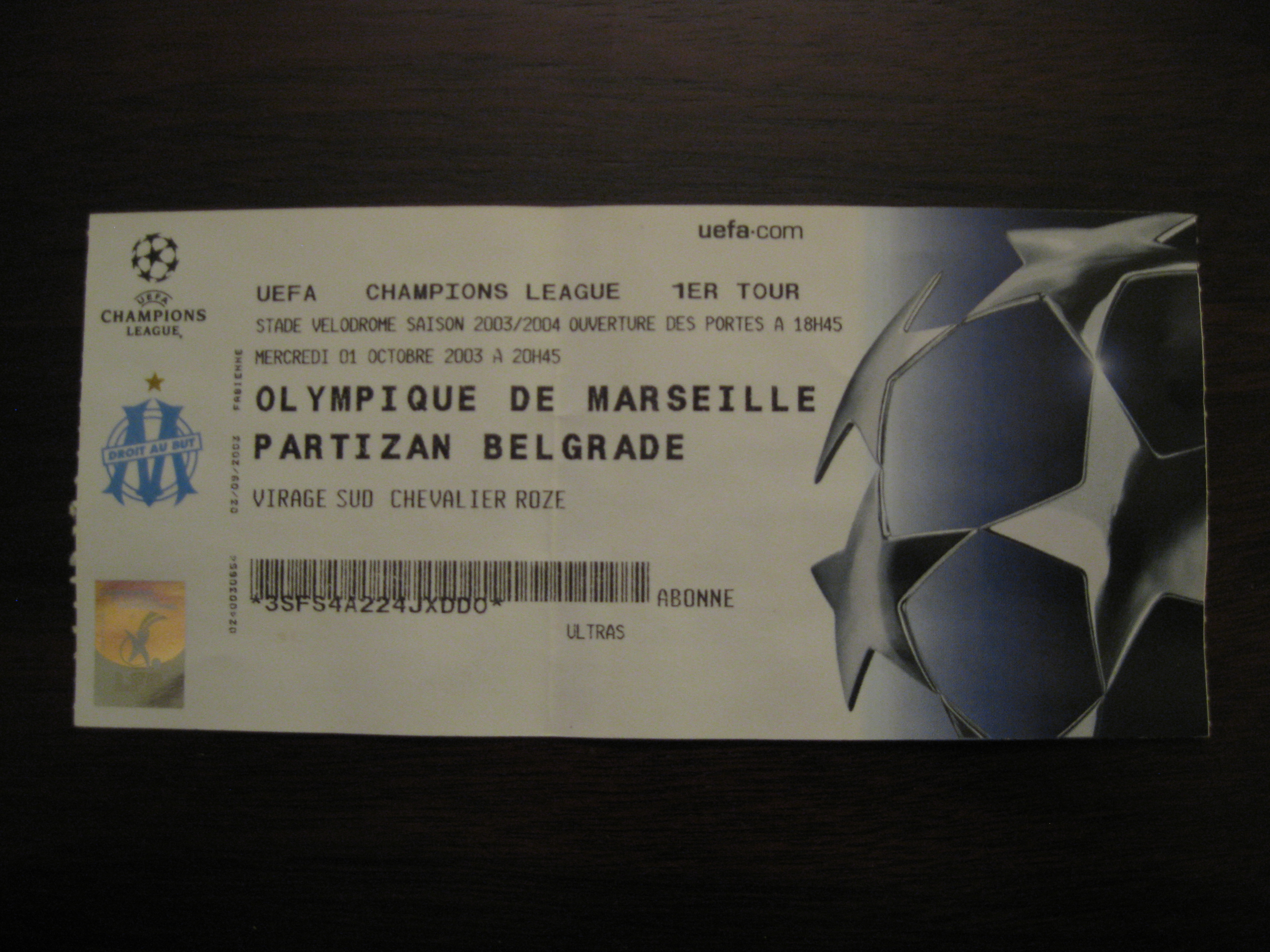
Ticket OM - Partizan (C1).
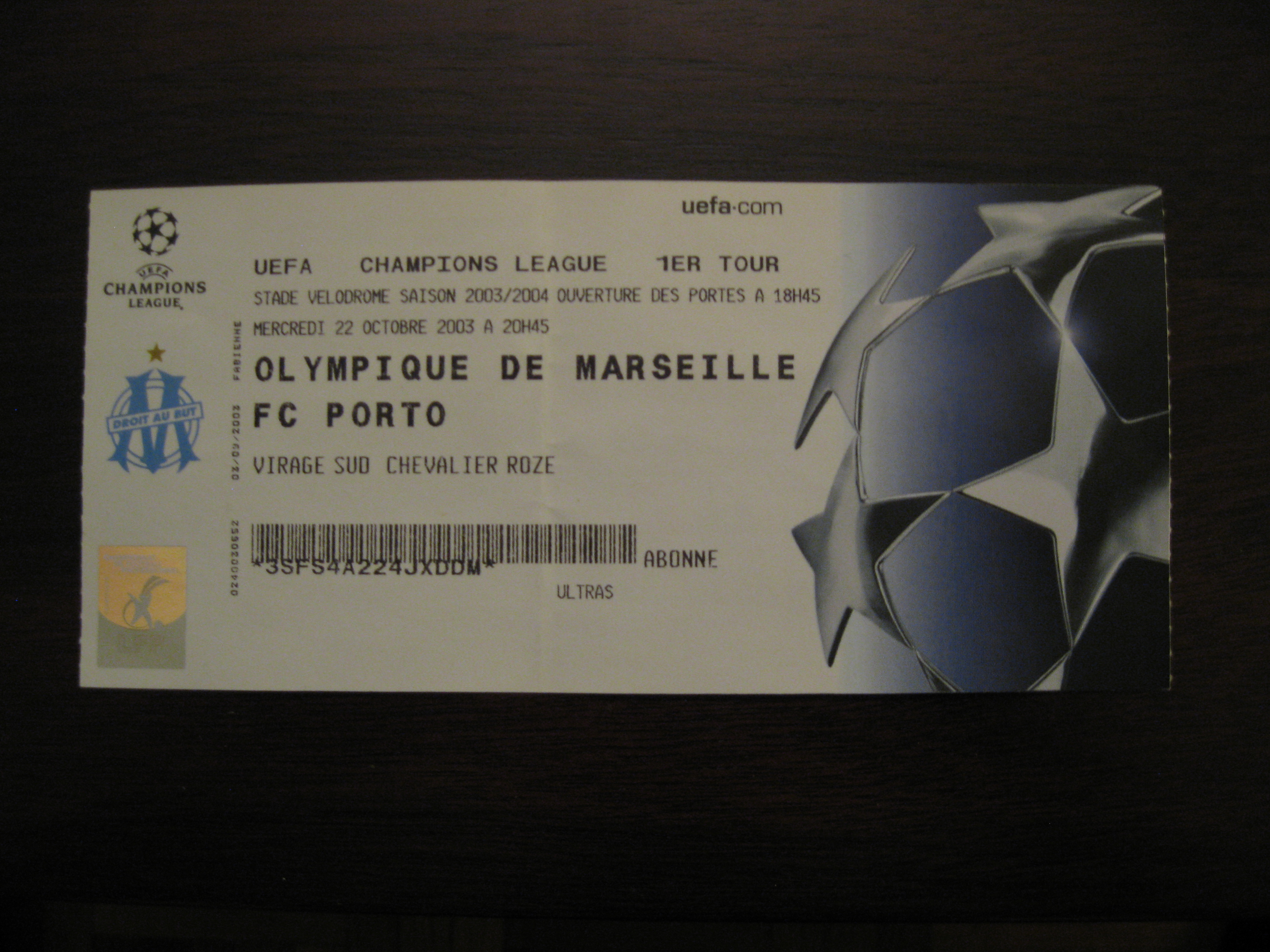
Ticket OM - FC Porto (C1).
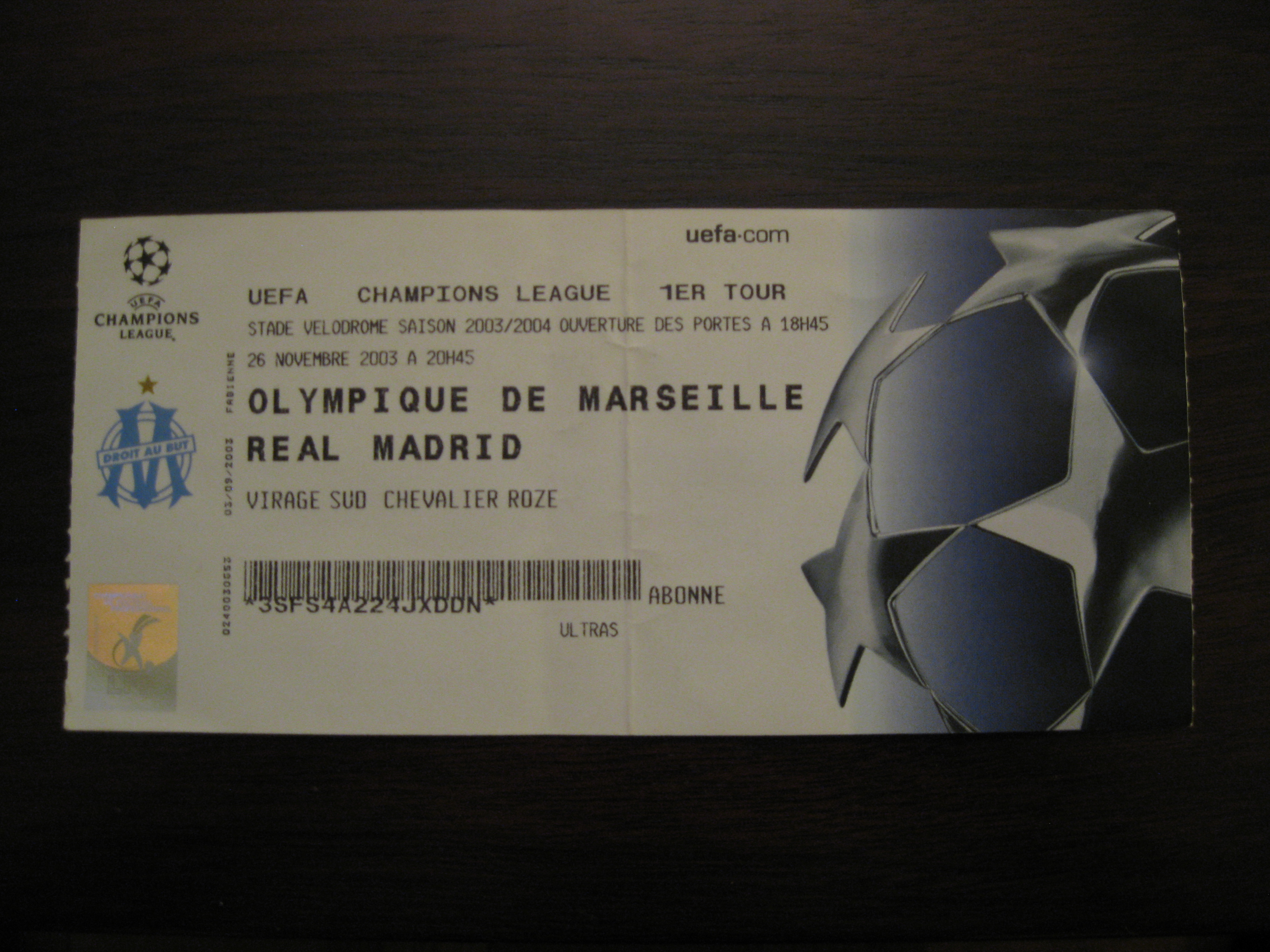
Ticket OM - Real Madrid (C1).